# Madurasia
Madurasia là một chi bọ cánh cứng trong họ Chrysomelidae.
Chi này được miêu tả khoa học năm 1896 bởi Jacoby.

## Các loài
Các loài trong chi này gồm:
- Madurasia bedfordi (Laboissiere, 1926)
- Madurasia obscurella Jacoby, 1896